# Dobrzykowice Wrocławskie
Dobrzykowice Wrocławskie – zamknięty 23 czerwca 2000 roku przystanek osobowy a dawniej stacja kolejowa w Dobrzykowicach na linii kolejowej nr 292 Jelcz Miłoszyce – Wrocław Osobowice.

## Ruch pasażerski
Ruch pasażerski wznowiono na niej 12 grudnia 2021 roku. 
| Rok  | Wymiana pasażerska na dobę |
| ---- | -------------------------- |
| 2017 | –                          |
| 2022 | 20-49                      |
| 2023 | 200-299                    |